# 雷宇
雷宇（1934年—2024年12月7日），广西横县人，中華人民共和國广东省海南行政区人民政府第一任主要負責人。

## 生平
1934年出生于广西横县，8岁时父亲病故。1949年7月参加地下党。1949年底参加中国人民解放军第三十八军抗美援朝。1952年因病转业到黑龙江省鹤岗煤矿做党务工作。1953年保送中国人民大学工业经济系调干生。1954年结业后回鹤岗煤矿搞计划工作。1962年入中國共產黨。1963年任矿机关党支书。1964年调黑龙江省煤炭工业管理局任政策研究科科长。1969年4月调黑龙江省革命委员会生产指挥部任秘书处副处长。1972年8月任黑龙江省委工交办秘书处处长（副处级）时在沈阳军区于哈尔滨召开的整顿军工产品质量会议上为黑龙江省委书记（分管工业，当时设第一书记）兼哈尔滨市委第一书记任仲夷写发言稿，得以结识。1977年2月21日与秘书张岳琦随任仲夷调辽宁省任省委政策研究室任组长,后任政策研究室副主任，清理毛远新的影响。
1980年11月8日，随任仲夷调广东省，任广东省委办公厅副主任、省委研究室副主任（主任谢非）。1982年7月28日任海南行政区党委书记（当时设第一书记）兼海南行政区公署主任；10月3日到海南赴任。1983年2月10日上午，在海南岛视察的胡耀邦在榆林海军基地小礼堂说，中央和广东省对海南岛要无为而治，最起码三年内一不要打棍子，二不要给“绳子”。1983年7月任海南行政区党委副书记、海南行政区人民政府主要负责人，湛江地委书记姚文绪调任海南行政区党委书记。
1983年4月1日中共中央、国务院批转《加快海南岛开发建设问题讨论纪要》（中发[1983]11号），决定加快海南岛的开发建设，“海南行政区可以根据需要，批准进口工农业生产资料，用于生产建设；可以使用地方留成外汇，进口若干海南市场短缺的消费品”“上列进出口物资和商品只限于海南行政区内使用和销售，不得向行政区外转销。”1984年4月6日到4月14日,中共中央、国务院召开了"扩大沿海开放14城市座谈会",会议传达了1984年2月23日邓小平南下时说“如果用20年的时间把海南的经济发展到台湾的水平，就是很大的胜利。”1984年7月至1985年3月，发生“海南走私汽车事件”。1984年7月国家工商行政管理局对广东省和福建省违反国务院政策规定自用进口汽车转销内地出台了“罚款放行”处理政策。1984年上半年，海南的进口汽车才两千多辆；在1984年7月份，区人民政府批准1.3万辆汽车进口。1984年9月国务院派人来调查海南大量进口汽车，当地上报材料称：“一、海南进口的所有汽车，都是在岛内销售的。二、目前已经到货的车，不足1.5万辆。三、海南对进口物资的管理，十分严格，一律不准出岛，违者要受处分。”1984年12月省政府明确命令海南当地政府停止进口汽车。1985年初，由中纪委、中央军委、国家审计署、国家经委以及广东省委省政府等机构102人组成调查组，由国务院副总理万里、广州军区副政委单印章带队进驻调查。查出非法高价从全国21个省市及中央15个单位炒买外汇5.7亿美元，各公司用于进口的贷款累计42.1亿元，比1984年海南工农业总产值还多10亿元；半年里一共签了8.9万辆汽车进口的放行批文，对外订货7.9万多辆，已经开出信用证5万多辆，进口用汇3亿美元；汽车外还进口了286万台彩电、25.2万台录像机。中纪委向党中央国务院转报了调查组的报告并获中央批准。中纪委的报告同意广东省委给这一事件的主要责任人雷宇撤消其中共广东省委委员、海南区党委副书记、海南区人民政府党组书记职务的处分，并建议行政上撤销其海南行政区人民政府主要负责人的职务。1985年7月16日，广东省委领导找其谈话，说问题非常严重，罢官是肯定的，召回广东省听候处理。7月28日离开海南岛。1985年7月31日新华社电《严肃处理海南岛大量进口和倒卖汽车等物资的严重违法乱纪》。雷宇后来认为：“错就错在批得太滥了”，甚至连幼儿园也来凑热闹搞批文，如果集中批给几家贸易单位就好，这样可以把赚到的钱集中起来搞建设，不至于后来那么分散。
1985年10月29日任广东花县县委副书记，1987年2月9日任广东增城县委书记，1988年1月15日任广州市副市长，6月任常务副市长、市委常委。1992年4月25日任广西壮族自治区副主席，分管对外工作、沿海开放、内外贸、工商等。1996年1月在广西辞职，回广州居住。
2018年12月5日雷宇向海南省档案馆捐赠珍贵档案照片4张和他自己撰写的回忆录《往事历历》一本。

## 家人
- 母亲：劳秀贞
- 夫人：韩益杰